# Cyber City Oedo 808
Cyber City OEDO 808 (japanisch 電脳都市OEDO808, Saibā Shiti Ō-Edo Hachi-Maru-Hachi)  ist eine Anime-OVA des Studios Madhouse aus dem Jahr 1990. Die OVA lässt sich den Genre Action und Mecha, Horror und Science Fiction zuordnen und wurde in mehrere Sprachen übersetzt. Sie wurde vom 21. Juni 1990 bis 4. Oktober 1991 auf VHS sowie 2007 in Deutschland als DVD veröffentlicht.

## Inhalt
Im Jahr 2808 steht an Stelle Tokios die moderne Metropole OEDO (Oriental Electric Darwinism Oasis, aber auch japanisch für „Groß-Edo“). Den drei Kriminellen Sengoku, Gogal und Benten wird angeboten, für die Justiz zu arbeiten und dafür Strafminderung zu erhalten. Zur Kontrolle tragen sie Sprengstoff um ihre Hälse, der auf ein Signal des Vorgesetzten Hasegawa hin explodieren kann. So werden die drei Verbrecher von der Polizei gegen die Kriminellen eingesetzt.

## Produktion und Veröffentlichung
1990 produzierte das Studio Madhouse die OVA mit drei Folgen und insgesamt 130 Minuten Länge. Regie führte Yoshiaki Kawajiri, die Idee stammt von Jūzō Mutsuki und das Drehbuch von Akinori Endō. Die künstlerische Leitung übernahm Katsushi Aoki. Produzenten waren Makoto Seya und Yasuteru Iwase. 
Die OVA wurde von der Firma Japan Home Video vom Juni bis Oktober 1990 in Japan veröffentlicht. Danach folgten Veröffentlichungen auf Englisch in den USA durch U.S. Manga Corps, in Australien durch Madman Entertainment und in Großbritannien durch Manga Entertainment. Des Weiteren wurde der Anime auf Spanisch und Italienisch übersetzt. 
Die deutsche Veröffentlichung geschah im Februar 2007 durch SP Vision. Die DVDs wurden mit FSK 16 bewertet.

### Synchronisation
| Rolle                   | Japanischer Sprecher (Seiyū) | Deutscher Sprecher |
| ----------------------- | ---------------------------- | ------------------ |
| Sengoku                 | Hiroya Ishimaru              | Stefan Günther     |
| Merrill Benten Yanagawa | Kaneto Shiozawa              | Niko Macoulis      |
| Gabimaru Gogal Rikiya   | Tesshō Genda                 | Christoph Jablonka |
| Jūzō Hasegawa           | Norio Wakamoto               | Walter von Hauff   |

### Musik
Die Musik der OVA wurde von Kazz Toyama komponiert und arrangiert von Yasunori Honda. Der Vorspanntitel Burning World und das Lied des Abspanns, I May Be In Love With You, stammen von Hidemi Miura.

## Spiel
Am 15. März 1991 wurde zum Anime in Japan ein Adventure für PC Engine CD-ROM² unter dem Titel Cyber City OEDO 808: Kedamono no Zokusei (電脳都市OEDO808 獣の属性) veröffentlicht.

## Rezeption
Die Zeitschrift Funime des Anime no Tomodachi bewertet die Animation der Serie als annehmbar und den Soundtrack als zufriedenstellend. Die Handlung sei gut durchdacht und der Schwerpunkt der Genre wechselte in den drei Folgen von Techno-Horror über Action zu hintergründigem Horror.